# Henryk Wnorowski

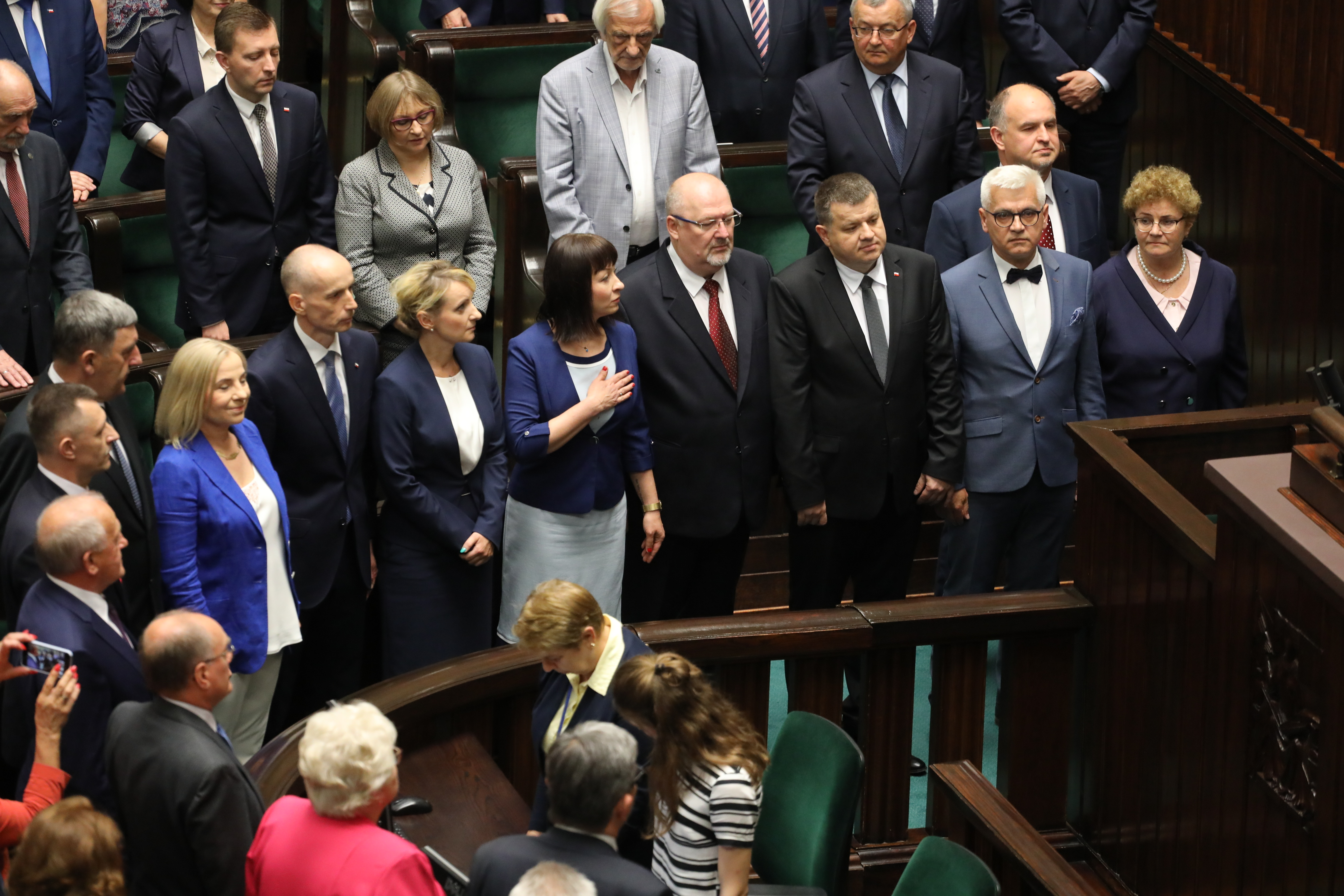
Henryk Wnorowski (w pierwszym rzędzie, drugi od prawej)

Henryk Jan Wnorowski (ur. 5 lutego 1963 w Starych Wnorach) – polski ekonomista i nauczyciel akademicki, profesor nauk ekonomicznych, były dziekan Wydziału Ekonomii i Zarządzania Uniwersytetu w Białymstoku, poseł na Sejm VIII kadencji, członek Rady Polityki Pieniężnej w kadencji 2022–2028.

## Życiorys
Ukończył liceum ogólnokształcące w Wysokiem Mazowieckiem, następnie studia w Filii Uniwersytetu Warszawskiego w Białymstoku. W 1992 uzyskał stopień naukowy doktora na Wydziale Nauk Ekonomicznych UW na podstawie pracy pt. Znaczenie efektywności gospodarowania w strategiach rozwoju rolnictwa. Habilitował się na Wydziale Ekonomicznym Uniwersytetu w Białymstoku w 2003 w oparciu o rozprawę zatytułowaną Polityka akcyzowa a rozwój przemysłu spirytusowego w Polsce w latach 90-tych. W 2011 otrzymał tytuł profesora nauk ekonomicznych. Specjalizuje się w szczególności w zagadnieniach z zakresu funkcjonowania i rozwoju przedsiębiorstw.
Zawodowo związany z białostockim uniwersytetem, gdzie doszedł do stanowiska profesora zwyczajnego. Był m.in. kierownikiem Zakładu Przedsiębiorczości i p.o. kierownika Zakładu Międzynarodowych Stosunków Gospodarczych. Objął stanowisko kierownika Katedry Nauk o Przedsiębiorstwie UwB, a w 2012 dziekana Wydziału Ekonomii i Zarządzania. Został również prezesem Łomżyńskiego Towarzystwa Naukowego im. Wagów. Pracował także w Polmosie Białystok, w tym jako dyrektor handlowy i prezes zarządu.
W wyborach parlamentarnych w 2015 jako bezpartyjny bez powodzenia kandydował do Sejmu z ramienia Prawa i Sprawiedliwości w okręgu białostockim.
W listopadzie 2017 został prezesem zarządu Krajowej Spółki Cukrowej, pełnił tę funkcję do lipca 2018. W 2019 uzyskał możliwość objęcia mandatu posła VIII kadencji w miejsce Krzysztofa Jurgiela, na co wyraził zgodę. W tym samym roku nie uzyskał poselskiej reelekcji.
W lutym 2022 prezydent Andrzej Duda powołał go na członka Rady Polityki Pieniężnej na okres sześcioletniej kadencji.

## Odznaczenia
Odznaczony Złotym Krzyżem Zasługi (2014).